# Mikołaj Łyczko
Mikołaj Łyczko herbu Sulima (zm. przed 10 maja 1683) – cześnik podlaski w latach 1645–1683, podstarości i sędzia grodzki brański w latach 1664–1683, starosta brański w 1666 roku, sędzia grodzki goniądzki w 1667 roku.
Poseł sejmiku brańskiego na pierwszy sejm 1666 roku. W 1666 roku był deputatem województwa podlaskiego na Trybunał Główny Koronny w Lublinie. Jako poseł ziemi bielskiej na sejm elekcyjny 1669 roku był elektorem Michała Korybuta Wiśniowieckiego z ziemi bielskiej w 1669 roku.  W 1674 roku był elektorem Jana III Sobieskiego z województwa podlaskiego i z ziemi bielskiej..